# Firozabad (Distrikt)
Der Distrikt Firozabad (Hindi फ़िरोज़ाबाद ज़िला, Urdu ضلع فیروز آباد) ist ein Distrikt im nordindischen Bundesstaat Uttar Pradesh.
Die Fläche beträgt 2407 km². Sitz der Verwaltung ist die Stadt Firozabad.

## Geschichte
Der Distrikt Firozabad wurde am 5. Februar 1989 aus Teilen der Distrikte Mainpuri und Agra gebildet.
Am 2. August 2021 verabschiedete der Distriktrat (district council) eine Entschließung, in der die Umbenennung des Distrikts in Distrikt Chandra Nagar (nach dem alten Namen der Stadt Firozabad) gefordert wurde. Die Resolution wurde vor allem von der Regierungspartei Bharatiya Janata Party (BJP) getragen und von den Oppositionsparteien (Kongress, Samajwadi Party und Bahujan Samaj Party) abgelehnt.

## Bevölkerung
Die Einwohnerzahl liegt bei 2.498.156 (2011). Die Bevölkerungswachstumsrate im Zeitraum von 2001 bis 2011 betrug 21,69 %. Firozabad hat ein Geschlechterverhältnis von 875 Frauen pro 1000 Männer. Der Distrikt hat eine Alphabetisierungsrate von 71,92 % im Jahr 2011, eine Steigerung von mehr als sechs Prozentpunkten gegenüber dem Jahr 2001. Knapp 86 % der Bevölkerung sind Hindus, ca. 13 % sind Muslime und ca. 0,8 % sind Jainas.
Die Urbanisierungsrate des Distrikts beträgt ca. 33,4 %. Die größten Städte waren Firozabad mit 604.214 Einwohnern und Shikohabad mit 107.404 Einwohnern.